# Mystery Science Theater 3000 (televisieserie)
Mystery Science Theater 3000, (afgekort MST3K), was een Amerikaanse cultfilmserie die van 1988 tot 1999 op televisie werd uitgezonden. De serie werd gemaakt en gepresenteerd door Joel Hodgson en later ook door Mike Nelson. Het programma dreef vooral de spot met slechte films, voornamelijk uit het horror- en sciencefictiongenre. Ook bedrijfs-, voorlichtings- en actiefilms moeten het ontgelden.
Alle films bestaan echt en werden integraal in het programma uitgezonden, terwijl de acteurs onderaan in silhouetvorm in beeld te zien, vergelijkbaar met bezoekers van een bioscoop.

## Achtergrondverhaal
Het verhaal van MST3K dient vooral als kapstok om de films met het commentaar en grappige sketches aan op te hangen.
Twee gekke wetenschappers, Dr. Clayton Forrester (een verwijzing naar The War of The Worlds) en Dr. Laurence Erhardt, sturen hun conciërge Joel Robinson de ruimte in, naar een satelliet genaamd de Satellite of Love. Hier moet hij gedwongen naar B-films kijken. De wetenschappers willen namelijk weten welke van deze films zo slecht is dat het kijken ervan de wilskracht van de kijker volledig breekt. Indien die film gevonden wordt, kunnen de wetenschappers deze gebruiken om de wil van de wereldbevolking te breken en zo de macht te grijpen.
Om de eenzaamheid te verdrijven - en de domheid van de films te weerstaan - knutselt Joel vier robots in elkaar (een verwijzing naar de film Silent Running). De twee belangrijkste robots zijn Crow en Tom Servo, die samen met Joel en later Michael naar de films kijken. De andere twee robots zijn Cambot en Gypsie. Zij kijken niet naar de films. Verder heeft de Satellite of Love nog een boordcomputer die door de inwoners "Magic Voice" wordt genoemd.
Joel kan niet controleren wanneer de films beginnen of eindigen. Hij zou dit wel hebben gekund, ware het niet dat hij de onderdelen die nodig zijn voor het controleren van de films gebruikt heeft om zijn robots te maken. Als hij niet naar de bioscoopzaal gaat om de films te bekijken, sluit dr. Forrester de zuurstof af, of dwingt hem op andere manieren.
Tijdens de serie vonden er een aantal veranderingen plaats. Begin seizoen 2 verdween Dr. Erhardt. Hij werd vervangen door TV's Frank. Halverwege seizoen 5 slaagde Joel erin uit de Satellite of Love te ontsnappen. Hij werd vervangen door Mike Nelson, die net als Joel tegen zijn wil naar de satelliet werd gestuurd. In seizoen 6 deed Dr. Forresters moeder Pearl Forrester haar intrede. Eind seizoen 6 stierf Frank, en werd Pearl vanaf seizoen 7 de vaste assistent van Dr. Forrester. Eind seizoen 7 verloor Dr. Forrester zijn subsidies waardoor hij zijn experimenten moest staken. Hij stuurde de Satellite of Love naar de rand van het universum waar alle inzittenden in pure energie veranderden. Dr. Forrester veranderde in een sterrenkind nadat hij bijna de slechtste film ooit in handen kreeg (een parodie op 2001: A Space Odyssey).
In seizoen 8 ging de serie een andere richting op. Pearl nam de rol van haar zoon over als primaire antagonist. De inzittenden van de satelliet kregen hun oude gedaante terug en keerden terug naar de aarde, enkel om te ontdekken dat ze in het jaar 2525 waren beland. Op Pearl na (die zich had laten invriezen) waren alle mensen uitgeroeid en vervangen door apen. Pearl kreeg in deze toekomst twee nieuwe handlangers: Professor Bobo en Observer. Aanvankelijk zette ze haar experimenten voort vanuit Deep Ape (een toekomstige versie van Deep 13), maar nadat de aarde werd vernietigd achtervolgde ze de Satellite of Love door de ruimte met haar eigen voertuig. De rest van seizoen acht belandde de Satellite of Love in verschillende tijdperken en delen van de ruimte.
In seizoen 9 keerden alle personages terug naar het heden, alwaar Pearl en haar helpers hun intrek namen in Castle Forrester. De Satellite of Love kwam weer in een baan rond de aarde.
Aan het eind van de serie stuurde Pearl de satelliet per ongeluk terug naar de aarde zodat Mike en de robots konden ontsnappen.

## Geschiedenis
Volgens Joel Hodgson was de film Silent Running zijn grootste inspiratie voor MST3K. De film speelde zich af in de toekomst en draaide om een mens genaamd Freeman Lowell (Bruce Dern), die als enige mens over was gebleven aan boord van een ruimteschip dat ook andere levensvormen van de aarde bevatte. Zijn enige gezelschap bestond uit drie robots. Een andere bron van inspiratie was de serie Beany and Cecil.
Hodgson kwam aanvankelijk met de naam "Mystery Science Theatre". Het toevoegsel 3000 werd later bedacht om de serie een soort van versienummer te geven.
In september 1988 riep Joel de hulp in van de komieken Trace Beaulieu en Josh Weinstein, en producer Jim Mallon, om hem te helpen een pilotaflevering te maken. De robots en decors voor de pilot werden door Joel zelf gemaakt in de nacht voor de opnames. Derhalve had Joel die nacht ervoor erg weinig geslapen, en zag er in de aflevering dan ook slaperig uit. Dit slaperige uiterlijk bleek echter een groot succes, dus besloot Joel het erin te houden. De pilotaflevering had nog een heel ander achtergrondverhaal dan de latere serie. Zo was in de pilot Joel zelf de maker van de Satellite of Love. Ook keek Joel in de pilot nog alleen naar de film en waren de robots enkel aanwezig in de tussenstukjes, maar al snel besloot Joel twee van de robots een grotere rol te geven door hen ook naar de films te laten kijken.
De show debuteerde op de zender KTMA (het huidige WUCW), met een seizoen van 22 afleveringen. Dit was een soort onofficieel seizoen, dat tegenwoordig bekendstaat als seizoen 0. De afleveringen van dit seizoen zijn vandaag de dag niet meer in omloop, ook niet als fancopy. Veel van de films uit dit seizoen werden later wel opnieuw verwerkt in een van de erop volgende seizoenen.
De show werd bij KTMA al na 1 seizoen stopgezet, maar Joel slaagde erin het programma te verkopen aan Comedy Channel. Daarmee werd MST3K een van de eerste twee shows die door deze zender werd gekocht. Op Comedy Channel begon de serie weer van voor af aan. Bij Comedy Central kreeg de show zijn uiteindelijke achtergrondverhaal en kregen de robots hun bekende uiterlijk. De show liep in totaal zeven seizoenen op Comedy Channel. In die tijd vonden er wat wijzigingen plaats bij de acteurs. Zo vertrok Joel en nam Mike Nelson zijn plaats in. Na een kort zevende seizoen stopte Comedy Channel met de serie.
Fans van MST3K begonnen al snel een petitie om de show voort te laten zetten. Dit gebeurde toen Sci Fi Channel de serie oppakte. Daar Sci Fi Channel gespecialiseerd was in sciencefiction-, en horrorseries, moest MST3K wel wat veranderingen ondergaan om beter aan te sluiten bij de nieuwe zender. Zo werden vanaf seizoen acht vrijwel alleen nog maar films uit dit genre behandeld, en kreeg het achtergrondverhaal een meer sciencefictionachtige ondertoon. In het laatste seizoen versoepelde Sci Fi Channel de regels, en konden ook weer andere films worden vertoond.
Begin 2008 kwamen enkele van de originele MST3K-acteurs weer bij elkaar om een reüniesketch op te nemen, welke zal worden vertoond op de online dvd-uitgaven van The Giant Gila Monster.

## Karakteristieke elementen
Een aantal elementen van Mystery Science Theater 3000 zijn uniek voor het programma en komen bij herhaling terug:

### Humor
Veel van de humor in de serie komt voort uit de reacties van de hoofdpersonages op de films. Joel/Mike en de robots nemen het kijken van de film namelijk allesbehalve serieus. Tijdens de voorstelling zitten ze hardop commentaar te leveren, voegen hun eigen dialogen toe, en geven hun eigen interpretaties van wat er op het scherm te zien is.
Op het hoogtepunt bevatte een aflevering van 90 minuten ongeveer 700 grappen.

### Theatersilhouet
Het grootste deel van een aflevering speelt zich af in het "theater", de bioscoopzaal waarin de film van die dag wordt vertoond.
Door middel van een rij stoelen, waarbij Tom Servo, Joel/Mike en Crow aan de rechterkant zitten, wordt de illusie van een bioscoopzaal gewekt. In werkelijkheid zijn de stoelen gemaakt van karton. Joel/Mike en de poppenspelers zitten hiervoor, tegenover een witte muur. Dit werd dan later op de originele film geplakt. Een foto van deze setting is te vinden in het boek The Mystery Science Theater 3000 Amazing Colossal Episode Guide, waarin Mike Nelson met een script en de poppenspelers te zien zijn.

### De deuren
Tussen de komische sketches en de theaterscènes in ziet de kijker een zestal genummerde deuren achter elkaar open- of dichtgaan. Hiermee wordt de suggestie gewekt dat we van de brug van de satelliet naar het theater gaan. Door middel van de getallen wordt ook afgeteld tot het begin van de film, zoals dat in oude films te zien was.

### Host segments
Tijdens de aflevering wordt de film om het half uur onderbroken. Tijdens deze korte onderbrekingen gaan Joel/Mike en de Robots terug naar de brug van het schip voor de "host segments" (presentator stukjes). Dit zijn korte sketches, meestal aansluitend op de film uit die aflevering. Soms komen er zelfs personages uit de film even voor in deze stukjes zoals Mothra uit Godzilla vs. the Sea Monster, Torgo uit Manos: The Hands of Fate, "Jan in the Pan" uit The Brain That Wouldn't Die, en Glenn Manning uit The Amazing Colossal Man/War of the Colossal Beast.

### De drie lampjes & "Movie sign!"
Tijdens de sketches tussendoor is een set van drie gekleurde lampen te zien voor de kijker.
- De meest linkse is rood en geeft aan dat er gebeld werd met de slechteriken. Via deze lamp kunnen Joel/Mike en de Robots de Mads ook oproepen, maar nadat ze zo per ongeluk te zien kregen wat de Mads in hun vrije tijd doen lieten ze dit voortaan uit hun hoofd.
- De meest rechtse is geel en geeft aan dat er een reclame aan komt.
- Het middelste lampje is blauw en geeft aan dat er videocontact is met een bezoeker.

Wanneer alle drie de lampjes tegelijkertijd branden, is er sprake van "movie sign", het signaal dat de film (weer) gaat beginnen. Op dat moment beweegt de camera, rent iedereen chaotisch door elkaar en schreeuwt "WE'VE GOT MOVIE SIGN!"

### Low Budget
Net zoals de films die erin belachelijk werden gemaakt, was de serie gemaakt met een laag budget. Veel van de sets en poppen waren gemaakt van doorsnee huishoudelijke voorwerpen. Vooral in het begin van de show was dit noodzakelijk daar de producers het met een minimaal budget moesten doen. Later is dit erin gehouden daar het een vast kenmerk van de show was geworden.

### Wedstrijden
Tijdens de beginjaren met Joel Robinson (en ook de eerste vijf afleveringen met Mike) vonden er in het eerste host-segment van elke aflevering uitvindwedstrijden plaats tussen de Mads en de crew van de Satellite of Love. Hierin probeerden ze elkaar te overtreffen met hun bizarre uitvindingen. Veel van deze uitvindingen waren afkomstig uit Joel Hodgsons cabaretoptredens.

### De Knop
Tijdens seizoen 2 t/m 6 eindigde elke aflevering met Dr. Forrester die TV’s Frank het bevel gaf een knop in te drukken. De zin “Push the Button Frank” was in deze jaren de bekendste catchphrase van de serie. Door het indrukken van de knop werd het scherm zwart en verscheen de aftiteling in beeld.

## De films
Om de kosten laag te houden, gebruikten de makers vooral oude, rechtenvrije films en films waaraan de makers toch geen geld meer verdienden.
Vele van de films die in MSTK3 werden gebruikt, zijn opgenomen in de Internet Movie Database list of the Bottom 100 movies. Hieronder zitten Hobgoblins (1987) (aflevering 907), Monster A Go-Go (1965) (aflevering 421), Manos: The Hands of Fate (1966) (aflevering 424), Merlin's Shop of Mystical Wonders (1995) (aflevering 1003), The Incredible Melting Man (1977) (aflevering 704), en Santa Claus Conquers the Martians (1964) (aflevering 321).

## Locaties
De helden in de serie bevinden zich voortdurend in de Satellite of Love. Deze is meestal in een baan rond de aarde, maar in seizoen 8 maakte hij een reis door de ruimte en door de tijd.
De slechteriken verbleven in de eerste zeven seizoenen in Deep 13, een onderaardse kelder van het Gizmonic Institute. In seizoen 8 werd aanvankelijk een toekomstige versie van Deep 13 gebruikt genaamd “Deep Ape”. Deze ging verloren toen de aarde werd opgeblazen, waarna de Mads verhuisden naar een eigen ruimtevoertuig. In seizoen 9 en 10 verbleven de slechteriken in Castle Forrester.

## Bezetting
| Mystery Science Theater 3000              | Mystery Science Theater 3000                          | Mystery Science Theater 3000                          | Mystery Science Theater 3000                          | Mystery Science Theater 3000                          | Mystery Science Theater 3000                          | Mystery Science Theater 3000                          | Mystery Science Theater 3000                          | Mystery Science Theater 3000                          | Mystery Science Theater 3000                          | Mystery Science Theater 3000                 | Mystery Science Theater 3000                 | Mystery Science Theater 3000                 | Mystery Science Theater 3000                 | Mystery Science Theater 3000                 | Mystery Science Theater 3000                 |  |
| ----------------------------------------- | ----------------------------------------------------- | ----------------------------------------------------- | ----------------------------------------------------- | ----------------------------------------------------- | ----------------------------------------------------- | ----------------------------------------------------- | ----------------------------------------------------- | ----------------------------------------------------- | ----------------------------------------------------- | -------------------------------------------- | -------------------------------------------- | -------------------------------------------- | -------------------------------------------- | -------------------------------------------- | -------------------------------------------- |  |
| Personage                                 | KTMA "Seizoen 0" (1988-89)                            | Comedy Channel / Comedy Central seizoenen (1989-1995) | Comedy Channel / Comedy Central seizoenen (1989-1995) | Comedy Channel / Comedy Central seizoenen (1989-1995) | Comedy Channel / Comedy Central seizoenen (1989-1995) | Comedy Channel / Comedy Central seizoenen (1989-1995) | Comedy Channel / Comedy Central seizoenen (1989-1995) | Comedy Channel / Comedy Central seizoenen (1989-1995) | Comedy Channel / Comedy Central seizoenen (1989-1995) | SCI FI seizoenen (1996-99)                   | SCI FI seizoenen (1996-99)                   | SCI FI seizoenen (1996-99)                   | SCI FI seizoenen (1996-99)                   | The Movie (1996)                             | Giant Gila Monster sketch (2008)             |  |
| Personage                                 | KTMA "Seizoen 0" (1988-89)                            | 1                                                     | 2                                                     | 3                                                     | 4                                                     | 5                                                     | 5                                                     | 6                                                     | 7                                                     | 8                                            | 8                                            | 9                                            | 10                                           | The Movie (1996)                             | Giant Gila Monster sketch (2008)             |  |
| Joel Robinson "Joel Hodgson" in seizoen 0 | Joel Hodgson                                          | Joel Hodgson                                          | Joel Hodgson                                          | Joel Hodgson                                          | Joel Hodgson                                          | Joel Hodgson                                          |                                                       |                                                       |                                                       |                                              |                                              |                                              | Joel Hodgson1                                |                                              | Joel Hodgson                                 |  |
| Mike Nelson                               |                                                       |                                                       |                                                       |                                                       |                                                       |                                                       | Michael J. Nelson                                     | Michael J. Nelson                                     | Michael J. Nelson                                     | Michael J. Nelson                            | Michael J. Nelson                            | Michael J. Nelson                            | Michael J. Nelson                            | Michael J. Nelson                            |                                              |  |
| Crow T. Robot                             | Trace Beaulieu                                        | Trace Beaulieu                                        | Trace Beaulieu                                        | Trace Beaulieu                                        | Trace Beaulieu                                        | Trace Beaulieu                                        | Trace Beaulieu                                        | Trace Beaulieu                                        | Trace Beaulieu                                        | Bill Corbett                                 | Bill Corbett                                 | Bill Corbett                                 | Bill Corbett                                 | Trace Beaulieu                               | Trace Beaulieu                               |  |
| Tom Servo                                 | Josh Weinstein                                        | Josh Weinstein                                        | Kevin Murphy                                          | Kevin Murphy                                          | Kevin Murphy                                          | Kevin Murphy                                          | Kevin Murphy                                          | Kevin Murphy                                          | Kevin Murphy                                          | Kevin Murphy                                 | Kevin Murphy                                 | Kevin Murphy                                 | Kevin Murphy                                 | Kevin Murphy                                 | Frank Conniff                                |  |
| Gypsy                                     | Josh Weinstein                                        | Jim Mallon                                            | Jim Mallon                                            | Jim Mallon                                            | Jim Mallon                                            | Jim Mallon                                            | Jim Mallon                                            | Jim Mallon                                            | Jim Mallon                                            | Jim Mallon                                   | Patrick Brantseg                             | Patrick Brantseg                             | Patrick Brantseg                             | Jim Mallon                                   |                                              |  |
| Cambot                                    | Kevin Murphy2                                         |                                                       |                                                       |                                                       |                                                       |                                                       |                                                       |                                                       |                                                       |                                              |                                              |                                              |                                              |                                              |                                              |  |
| Magic Voice                               | verschillende, meestal Jann Johnson of Alexandra Carr | verschillende, meestal Jann Johnson of Alexandra Carr | verschillende, meestal Jann Johnson of Alexandra Carr | verschillende, meestal Jann Johnson of Alexandra Carr | verschillende, meestal Jann Johnson of Alexandra Carr | Mary Jo Pehl                                          | Mary Jo Pehl                                          | Mary Jo Pehl                                          | Mary Jo Pehl                                          | Beth "Beez" McKeever                         | Beth "Beez" McKeever                         | Beth "Beez" McKeever                         | Beth "Beez" McKeever                         |                                              |                                              |  |
| Dr. Clayton Forrester                     | Trace Beaulieu                                        | Trace Beaulieu                                        | Trace Beaulieu                                        | Trace Beaulieu                                        | Trace Beaulieu                                        | Trace Beaulieu                                        | Trace Beaulieu                                        | Trace Beaulieu                                        | Trace Beaulieu                                        |                                              |                                              |                                              |                                              | Trace Beaulieu                               | Trace Beaulieu                               |  |
| Dr. Laurence "Larry" Erhardt              | Josh Weinstein                                        | Josh Weinstein                                        |                                                       |                                                       |                                                       |                                                       |                                                       |                                                       |                                                       |                                              |                                              |                                              |                                              |                                              |                                              |  |
| TV's Frank simply "Frank" voor seizoen 4  |                                                       |                                                       | Frank Conniff                                         | Frank Conniff                                         | Frank Conniff                                         | Frank Conniff                                         | Frank Conniff                                         | Frank Conniff                                         |                                                       |                                              |                                              |                                              | Frank Conniff1                               |                                              | Frank Conniff                                |  |
| Pearl Forrester                           |                                                       |                                                       |                                                       |                                                       |                                                       |                                                       |                                                       | Mary Jo Pehl1                                         | Mary Jo Pehl                                          | Mary Jo Pehl                                 | Mary Jo Pehl                                 | Mary Jo Pehl                                 | Mary Jo Pehl                                 |                                              |                                              |  |
| Professor Bobo                            |                                                       |                                                       |                                                       |                                                       |                                                       |                                                       |                                                       |                                                       |                                                       | Kevin Murphy                                 | Kevin Murphy                                 | Kevin Murphy                                 | Kevin Murphy                                 |                                              |                                              |  |
| Observer ("Brain Guy")                    |                                                       |                                                       |                                                       |                                                       |                                                       |                                                       |                                                       |                                                       |                                                       | Bill Corbett                                 | Bill Corbett                                 | Bill Corbett                                 | Bill Corbett                                 |                                              |                                              |  |
| Notities                                  | 1 Gastoptreden/cameo 2 Slechts 1 aflevering.          | 1 Gastoptreden/cameo 2 Slechts 1 aflevering.          | 1 Gastoptreden/cameo 2 Slechts 1 aflevering.          | 1 Gastoptreden/cameo 2 Slechts 1 aflevering.          | 1 Gastoptreden/cameo 2 Slechts 1 aflevering.          | 1 Gastoptreden/cameo 2 Slechts 1 aflevering.          | 1 Gastoptreden/cameo 2 Slechts 1 aflevering.          | 1 Gastoptreden/cameo 2 Slechts 1 aflevering.          | 1 Gastoptreden/cameo 2 Slechts 1 aflevering.          | 1 Gastoptreden/cameo 2 Slechts 1 aflevering. | 1 Gastoptreden/cameo 2 Slechts 1 aflevering. | 1 Gastoptreden/cameo 2 Slechts 1 aflevering. | 1 Gastoptreden/cameo 2 Slechts 1 aflevering. | 1 Gastoptreden/cameo 2 Slechts 1 aflevering. | 1 Gastoptreden/cameo 2 Slechts 1 aflevering. |  |

### Gastrollen
- Jack Perkins (Michael J. Nelson): een presentator van het A&E Networks Biography-programma. Hij verscheen voor het eerst in MST3K om de Mads te irriteren.
- Jan-in-the-Pan (Mary Jo Pehl) – het afgehakte hoofd van een vrouw, afkomstig uit de film The Brain That Wouldn't Die.
- Jerry en Sylvia (verschillende acteurs) - twee "molmensen" uit de film The Mole People. Werken in Deep 13. Ze zijn vermoedelijk vernoemd naar Sylvia en Gerry Anderson.
- "Krankor" (Bill Corbett) – een mislukte veroveraar met een uiterlijk dat sterk aan een kip doet denken. Verscheen in een paar van de tussenstukjes.
- De Nanites – zelf vermenigvuldigende bio-organismen die op de Satelliet werken. Het zijn microscopisch kleine wezens die verblijven in de computersystemen van de Satellite of Love.
- Ortega (Paul Chaplin) – een niet intelligente sigarettenrokende handlanger uit de film The Incredibly Strange Creatures Who Stopped Living and Became Mixed-Up Zombies!!?. Verscheen geregeld in de drie Sci Fi seizoenen.
- Pitch (Paul Chaplin) – een duivel uit de film Santa Claus.
- Santa Claus (Kevin Murphy) – had twee gastrollen in de serie, beide in afleveringen waarin een film over hem central stond.
- Torgo (Michael J. Nelson) – een monster/handlanger (met slechte knieën) uit de film Manos: The Hands of Fate.

## Receptie
Het format van Mystery Science Theater 3000 is voor televisie ongebruikelijk, maar desalniettemin was de serie bijzonder succesvol. De serie draaide elf jaar, telt in totaal 198 afleveringen en een bioscoopfilm. Met name in de VS heeft de serie een grote schare fans. De serie won in 1993 de Peabody Award en was genomineerd voor een Emmy in 1994 en 1995. In de niet-Engelstalige wereld is de serie minder bekend.

## Spin-offs

### Bioscoopfilm
In 1996 werd een MST3K-bioscoopfilm gemaakt. Voor deze film werd de film This Island Earth uit 1955 gebruikt.
In deze film, die tussen seizoen 6 en 7 is opgenomen, spelen Mike, de robots en dr. Forrester. Er zijn enkele opvallende verschillen aan te wijzen tussen de film en een gewone aflevering. Dr. Forrester geeft aan het begin een expliciete uitleg van zijn bedoelingen, terwijl deze premisse normaliter in de herkenningstune wordt gegeven. De bioscoopfilm duurt 74 minuten en is hiermee korter dan een gemiddelde aflevering van MST3K. Ook bevat de film minder grappen dan een gemiddelde aflevering. Dit is bewust gedaan, zodat de film geschikt is voor vertoning in de bioscoop: het gelach van het bioscooppubliek overstemt dan niet de volgende dialoog.
Mystery Science Theater 3000: The Movie was ook in Nederlandse bioscopen te zien.

### Internetserie
In 2007 verscheen een kortlopende online animatieserie gebaseerd op de show. De serie draaide om de robotpersonages, en een aantal dingen die ze tijdens de show blijkbaar mee hadden gemaakt. Geen van de menselijke personages kwam in de serie voor.

### RiffTrax
Mike Nelson, Kevin Murphy en Bill Corbet gaan op de website rifftrax.com verder met hun werk. Op deze site becommentariëren ze blockbusters, die in verband met de rechten niet online worden gezet. Het commentaar wordt aangeboden in MP3-formaat, dat de gebruiker parallel met de bij de film horende dvd kan afspelen. De MP3's kunnen gekocht worden voor een prijs onder de 5 dollar.

### Cinematic Titanic
Cinematic Titanic is een project van Joel Hodgson, de bedenker van MST3K. In dit project maakt hij samen met andere voormalige MST3K-acteurs films belachelijk op dezelfde manier als in MST3K. Ook hier ziet men de film in beeld, met een theatersilhouet ervoor.

## Duiding
Sommige mensen proberen de populariteit van Mystery Science Thater te verklaren met het cultuursociologische begrip interpassiviteit. Interpassiviteit betekent onder andere dat een deel van de receptie van een kunstwerk wordt gedaan door een derde partij, in plaats van door de kijker zelf. In het geval van MSTK3 worden films belachelijk gemaakt door komieken; zij beoordelen hiermee de films voor de kijker. De kijker krijgt een kant-en-klaar komisch perspectief van de film aangeboden en hoeft dit zelf dus niet te construeren.

## Cd’s
In 1996 verscheen de MST3K-cd “Clowns in the Sky”. Deze cd bevatte vrijwel alle muzikale nummers die gedurende seizoen 1 tot en met 6 waren gebruikt in de host segments, en de originele versie van het introlied. De titel van de cd was afgeleid van het nummer “A Clown in the Sky” uit de laatste host segment van de aflevering Pod People. De cd wordt vandaag de dag niet meer verkocht.
In 1998 verscheen een tweede cd getiteld “Clowns in the Sky II”. Deze bevatte de muzikale nummers uit de seizoenen 7, 8 en 9. Deze cd is nog altijd te koop via de officiële MST3K-website.